# Population 1 (album)
Population 1 è l'album di debutto della rock band statunitense Population 1. Tutti i brani sono stati registrati dal chitarrista Nuno Bettencourt. 

## Tracce
Tutte le canzoni scritte da Nuno Bettencourt, eccetto Sick Punk scritta da Nuno Bettencourt e Anthony J. Resta.
1. Flow - 4:41
2. Spaceman - 5:00
3. High - 4:09
4. Iron Jaw - 4:58
5. Unhappy B-day - 5:24
6. If Only - 4:03
7. Ordinary Day - 3:14
8. Rescue - 4:38
9. QPD - 2:33
10. Stiff - 6:37
11. Dedication Breakup - 5:07
12. Sick Punk - 4:25